# Мятежи осуждённых на острове Норфолк
Мятежи осуждённых на острове Норфолк — серия безуспешных вооруженных восстаний каторжников на британском острове Норфолк в XIX веке.

## Восстание 1826 года
Восстание возглавил Джон Гофф, по прозвищу «Чёрный». Для попытки побега он с помощью двух заключённых отвлёк несколько солдат. В это время пятьдесят осужденных схватили и связали своих надсмотрщиков, захватили запасы провизии и спустили в море три лодки. Один солдат был убит, другие были ранены.
Осужденные отплыли на остров Филиппа, где в конечном итоге были повторно схвачены, хотя некоторые скрывались от властей в течение шести месяцев.

Организаторы побега — Джон Гофф, Уильям Мур и Эдвард Уотсон — были преданы суду и повешены в Сиднее в 1827 году. Председатель Верховного суда, вынося приговор Джону Гоффу, сказал:
Вы… представили Суду длинную жалобу на невзгоды, которым вы подверглись, на вашу любовь к свободе и на степень насилия, которое вы считали оправданным в применении для её получения. По вашему собственному утверждению, вся ваша жизнь была лишь преступной карьерой… Этот суд помнит, насколько в недалеком прошлом вы были близки к тому, чтобы быть отправленным в могилу, и вы были бы счастливы, если бы ваша карьера тогда была прервана без того, чтобы в список было добавлено дополнительное преступление, связанное с пролитием крови другого человека…

## Захват корабля «Веллингтон»
21 декабря 1826 года корабль «Веллингтон» был захвачен осуждёнными, которых везли на Норфолк. Их было 66 человек. 20 членов экипажа и солдат оказались в плену. Солдаты продолжали стрельбу, пока не поняли, что они могут причинить вред экипажу.
Осуждённый Уолтон объявил себя капитаном судна, Дуглас — первым помощником, «Флэш Джек» Эдвардс — вторым помощником, а Клей — стюардом. Поднялся шторм, и моряков попросили помочь в работе на корабле. Сначала они отказались, но передумали с согласия капитана.
Затем «Веллингтон» отплыл в залив Бей-оф-Айлендс в Новой Зеландии, где был остановлен и захвачен командой китобоя «Сёстры» под командованием капитана Дьюка.
Из-за милосердного обращения с охраной и командой захваченного корабля только пятеро из заключенных были казнены, хотя приговорены к повешению были 23 человека.

## Восстание 1827 года
В октябре 1827 году Патриком Клинчем была предпринята попытка восстания с покушением на жизнь нового коменданта Томаса Райта. Позже Клинч был схвачен, а затем расстрелян. Позже Райт был арестован за казнь Клинча и предан суду, но был оправдан.

## Восстание 1830 года
19 июня 1830 года одиннадцать осуждённых совершили побег с острова на недавно построенном вельботе. Они отправились на остров Филлипа, где украли провизию у приезжего ботаника мистера Каннингема.
Лейтенант Боро взял лодку и отправился вслед за преступниками, но был вынужден повернуть назад из-за темноты и бури.
Про осуждённых больше никто не слышал — предполагается, что все они утонули.

## Восстание 1834 года
В 1834 году произошло ещё одно восстание. Более сотни осужденных взбунтовались против стражи, намереваясь взять под свой контроль лодку и уплыть. В итоге восставшие были схвачены, 13 человек были казнены 23 сентября 1834 года.

## Восстание 1842 года
Утром 21 июня 1842 года рабочую группу заключенных на борту брига «Губернатор Филипп» выпустили, чтобы начать разгрузку брига. Увидев, что на палубе находятся только сержант и два солдата, осуждённые обезоружили их и удерживали бриг примерно полчаса, прежде чем солдаты, закрытые в трюме, смогли вернуть контроль над судном. В ходе столкновения пять мятежников и один солдат были убиты, ещё два солдата были тяжело ранены.
На суде один из осуждённых был освобождён за спасение брошенного за борт солдата. Пять других осуждённых должны были быть казнены, но один из них получил отсрочку и пожизненный срок. Остальные четверо были повешены в ноябре 1842 года. Газета «Австралия» писала: «Мы слышали, что некоторые из тех, кто работал в тюрьме, говорили, что они никогда не видели, чтобы люди подходили к эшафоту так твёрдо, в таком смиренном и благочестивом состоянии».

## Восстание 1846 года
В 1846 году произошло последнее восстание осужденных. Его возглавил Уильям «Джеки Джеки» Вествуд, бушрейнджер, которого недавно отправили на остров.
Комендант Джозеф Чайлдс взял на себя управление островом Норфолк в 1844 году, установив гораздо более жёсткий режим, чем его предшественник. Он значительно урезал права заключенных и в мае 1846 года приказал заключенным сдавать банки, ножи и другую утварь. В ответ Вествуд поднял восстание, в результате которого были убиты надсмотрщик и три констебля. Однако мятеж был подавлен военными колонии.
Вествуд был приговорён к смертной казни вместе с 11 сообщниками и казнён 13 октября 1846 года. Джозефа Чайлдса обвинили в провоцировании мятежа. Позже его заменил Джон Прайс.